# Hermansverk

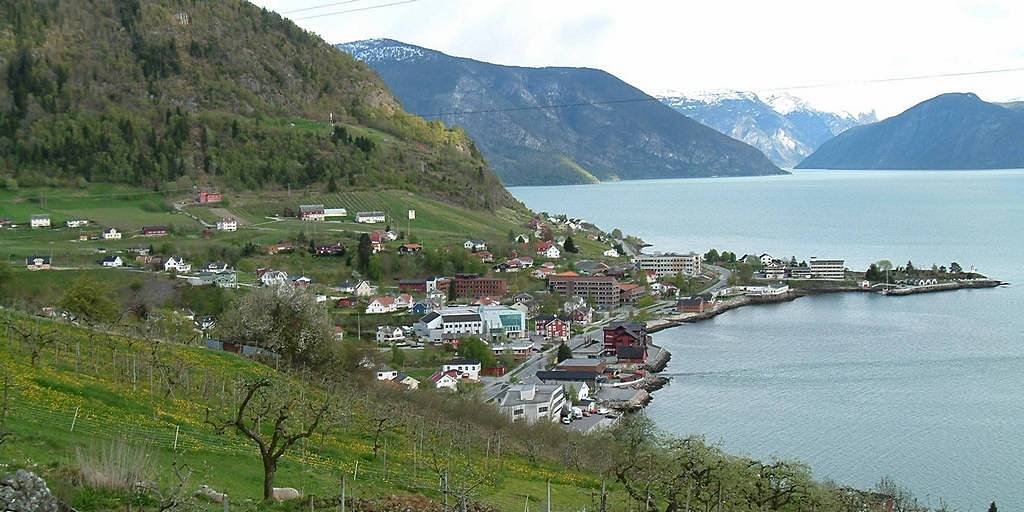
Hermansverk

Hermansverk ist eine norwegische Kleinstadt in der Kommune Sogndal mit rund 2.000 Einwohnern. Da Hermansverk mit dem Ort Leikanger zusammengewachsen ist, wird der zugehörige Tettsted Hermansverk/Leikanger genannt. Der Ort ist Sitz des Statsforvalters (bis Ende 2020 Fylkesmann) des Fylke Vestland und Verwaltungszentrum der Kommune Sogndal. Bis Ende 2019 erfüllte Hermansverk diese Funktionen für das damalige Fylke Sogn og Fjordane sowie die ehemalige Kommune Leikanger.

## Name
Der Ort wurde nach Herman Brun benannt, der am 1. Januar 1844 zum Bürgermeister gewählt wurde. Zu diesem Zeitpunkt hieß der Ort Njøsasanden.

## Wirtschaft
Die Stadt ist Hauptsitz der in ganz Westnorwegen agierenden Firma Norway Fjord Cruise, die Schifffahrten veranstaltet. Hermansverk gilt als Hauptort für den Obsthandel der lokalen Obstlandwirtschaft. Es befindet sich dort zudem die staatliche Forschungsstation für Obstsamen Njøs.